# Cuminalkohol
Cuminalkohol (4-Isopropylbenzylalkohol) leitet sich strukturell von Benzylalkohol bzw. Cumol (Isopropylbenzol) ab und gehört zur Stoffgruppe der Terpenalkohole. Es leitet sich namentlich und strukturell vom Cuminaldehyd ab, dem biologisch aktiven Bestandteil des Kernöls von Kreuzkümmel (Cuminum cyminum).

## Vorkommen

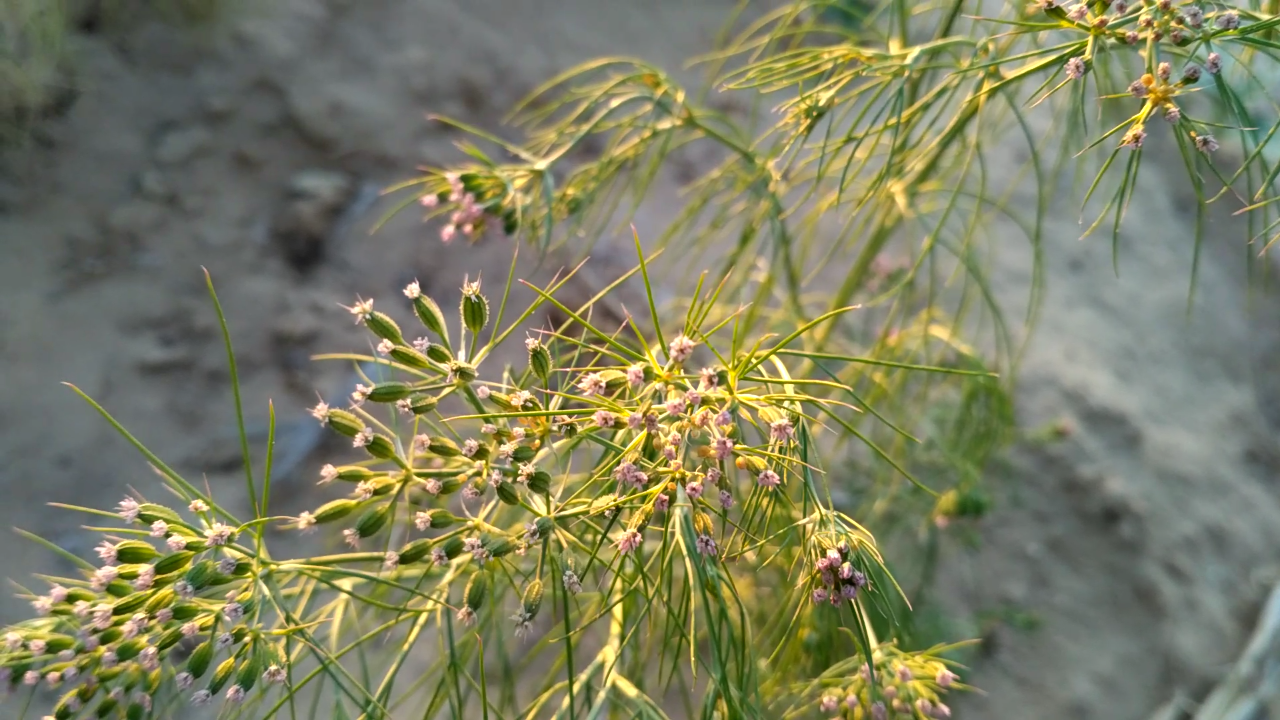
Cumin kommt in hoher Konzentration im Kreuzkümmel vor

Natürlich kommt Cuminalkohol in hohen Konzentrationen in Kreuzkümmel (Cuminum cyminum) vor. Daneben findet er sich in Trauben-Katzenminze (Nepeta racemosa), Thymianen (Thymus longicaulis, Thymus vulgaris, Thymus capitatus), Arznei-Engelwurz (Angelica archangelica), Lorbeer (Laurus nobilis), Oregano (Origanum onites), Kurkuma (Curcuma longa), Garten-Senfrauke (Eruca sativa), im Kampherbaum (Cinnamomum camphora) und Sonnenblumen (Helianthus annuus).